# Cordoba (monnaie)
Pour les articles homonymes, voir NIC et NIO.
Le cordoba d'or (de nom complet oronicaragüense, córdoba oro) est la monnaie officielle du Nicaragua. Le cordoba d’or nicaraguayen a pour code NIO selon la liste des codes des monnaies.

## Histoire

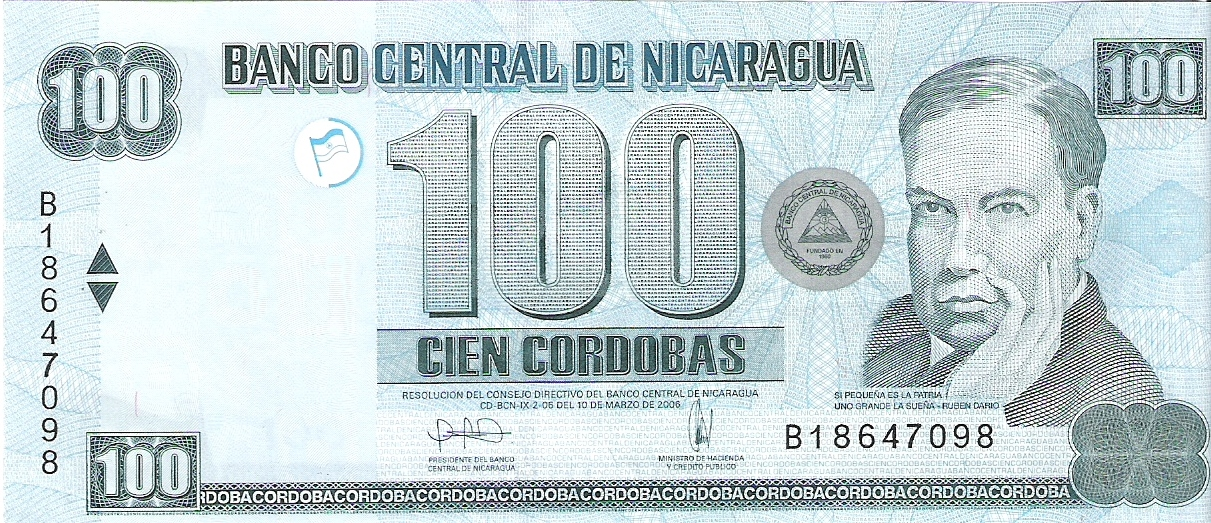

### Le cordoba d'or
Il fut créé dans les débuts de l'année 1990 par Francisco Mayorga, qui depuis fut appelé panchito oro, le nom a été présenté au début des années 1990, alors que le pays était en plein changement d’environnement politique.
Cette devise a remplacé l'ancien cordoba nicaraguayen.

### L’ancien cordoba nicaraguayen
Le cordoba nicaraguayen (córdoba nicaragüense) a été la monnaie officielle du Nicaragua. La devise a été introduite le 20 mai 1912, afin de remplacer le peso nicaraguayen. Le cordoba nicaraguayen avait pour code NIC selon la liste des codes des monnaies.

## Pièces et billets
Il y a actuellement :
- des pièces de monnaie métalliques de 5, 10, 25 ou 50 centimes ou de 1 ou 5 cordobas,
- et des billets de 10, 20, 50, 100 ou 500 cordobas.

Tous les billets présentent une image des paysages et personnalités représentatifs et relatifs à l’histoire nationale comme Rubén Darío, Pedro Joaquín Chamorro, José Santos Zelaya, Miguel Larreynaga et José Dolores Estrada.